# VHDL-AMS
VHDL-AMS est un dérivé du langage de description matériel VHDL (norme IEEE 1076-1993). Il comprend des extensions analogiques et des signaux mixtes (en anglais analog and mixed-signal, AMS) afin de définir le comportement des systèmes à signaux analogiques et mixtes (IEEE 1076.1-1999).
La norme VHDL-AMS a été instaurée dans l'intention de permettre aux concepteurs de systèmes à signaux analogiques et mixtes et de circuits intégrés de pouvoir créer et d'utiliser des modules qui encapsulent les descriptions de comportement de haut niveau, aussi bien que des descriptions structurelles de systèmes et de composants.
VHDL-AMS définit un langage de modélisation standardisé par l'industrie pour les circuits à signaux mixtes. Il fournit à la fois le temps-continu et les sémantiques de modélisation d'événements. Il est donc approprié pour les circuits analogiques, numériques et mixtes. Il est particulièrement bien adapté pour la vérification de circuits intégrés complexes qui allient des signaux analogiques, mixtes et des fréquences radios.
Il est important de noter que le VHDL-AMS ne constitue pas un langage de conception ou synthèse. Il s'agit seulement d'un langage de description du matériel.

## Exemple de code
En VHDL-AMS, une description de circuit comporte au minimum une entité qui définit une interface et une architecture qui en décrit le fonctionnement. De plus, la plupart des descriptions font appel à des bibliothèques externes. Certaines descriptions peuvent comporter également plusieurs architectures et configurations.
Une diode idéale simple en VHDL-AMS pourrait être décrite comme suit :
```
-- (Il s'agit d'un commentaire)

-- Importer electrical_system de la librairie disciplines 

library
 
IEEE
,
 
disciplines
;

use
 
IEEE.math_real.
all
;

use
 
disciplines.electrical_system.
all
;

-- Il s'agit d'une entité

entity
 
DIODE
 
is

   
generic
 
(
iss
 
:
 
REAL
 
:=
 
1
.
0
e
-
14
;
  
-- Courant de saturation

            
af
 
:
 
REAL
 
:=
 
1
.
0
;
       
-- Coefficient du bruit de Flicker 

            
kf
 
:
 
REAL
 
:=
 
0
.
0
);
      
-- Exposant du bruit de Flicker

   
port
 
(
terminal
 
anode
,
 
cathode
 
:
 
electrical
);
      

end
 
entity
 
DIODE
;

architecture
 
IDEAL
 
of
 
DIODE
 
is

  
quantity
 
v
 
across
 
i
 
through
 
anode
 
to
 
cathode
;

  
constant
 
vt
 
:
 
REAL
 
:=
 
0
.
0258
;
     
-- Voltage thermique à 300K

begin

  
i
 
==
 
iss
 
*
 
(
exp
(
v
/
vt
)
 
-
 
af
);

end
 
architecture
 
IDEAL
;

```